# Глимфатическая система
Глимфатическая система — анатомический ликворный путь элиминации продуктов жизнедеятельности тканей центральной нервной системы млекопитающих.
Система описана группой исследователей медицинского центра Рочестерского университета под руководством датчанки Майкен Недергаард в 2012 году в эксперименте на мышах. Контроль вброса ликвора в паренхиму, интерстициального потока и удаления ликвора в эксперименте выполнялся при помощи 2-фотонной микроскопии in vivo. Доказано существование системы у собак, коз, обезьян.
Глимфатические каналы формируются в интерстиции при потере значительного объёма цитоплазмы глиальными клетками (около 60 %) только во время медленного сна. Поток тканевой жидкости приводится в движение пульсацией пенетрирующих артерий и направлен, соответственно, из периартериального пространства к перивенозному (пространства Вирхова-Робена). Вывод катаболитов (растворимых протеинов, небольших липофильных молекул, etc) облегчается при помощи формирования астроглиальных муфт на венулах. Причём, до 50 % глиоваскулярного интерфейса муфт состоит из кассетно расположенных каналов AQP4.
Одним из компонентов глимфатической системы является лимфатическая система.   
Ряд авторов рассматривает глимфатическую систему как краеугольный камень патогенеза болезни Альцгеймера.